# Distrito de Huarango
El distrito de Huarango es uno de los siete distritos que conforman la provincia de San Ignacio ubicada en el departamento de Cajamarca en el Norte del Perú. Limita por el Norte y por el Este con la provincia de Bagua; por el Sur con los distritos  Santa Rosa y Bellavista (Jaén) y, por el Oeste, con los distritos de San José de Lourdes y Chirinos.
Desde el punto de vista jerárquico de la Iglesia católica forma parte del Vicariato Apostólico de San Francisco Javier, también conocido como Vicariato Apostólico de Jaén en el Perú.

## Historia
Este distrito fue creado mediante Ley N°15560 del 12 de mayo de 1965, en el primer gobierno del Presidente Fernando Belaúnde Terry.

## Geografía
Tiene una superficie de 922,35 km².

## Capital
Su capital es el poblado de Huarango. El distrito de Huarango es un destino turístico poco conocido de la provincia de San Ignacio. Para llegar hasta él, primero se debe llegar a Jaén y dirigirse por la carretera que lo une a San Ignacio. Pasados 80 km se encuentra el centro poblado de Chuchuhuasi, donde se debe atravesar el puente, el cual fue inaugurado en el año 2015; hasta llegar al centro poblado de Puerto Ciruelo, luego existen servicios de vehículos que trasladan a los visitantes al centro de este distrito.
Sus centros poblados más importantes son Puerto Ciruelo, La Lima, Huarandoza, El Porvenir, El Triunfo y Sapotal, nuestro intercultural distrito es una amplia extensión territorial con ocho comunidades indígenas de la cultura Awajún-Wampis, estas comunidades son Yamakey, Supayaku, Valencia, Suwa, Nuevo Kuchin, Sawi-Entsa, Chingozales y Najem.
Destaca por su gente laboriosa y por un gran valle productivo convirtiéndose en el pulmón del desarrollo de la provincia de San Ignacio, cuenta con trochas carrozables y vías no afirmadas. Las nuevas autoridades elegidas para el periodo 2015-2018 vienen trabajando para que este distrito muy productivo mejore en diversos aspectos, tanto en infraestructura como en vías de comunicación, educación, salud, turismo, agricultura, entre otros.

## Población y economía
De sus 20 692 habitantes, alrededor de 5 800 son mayores de 15 años y pertenecen a la PEA, estando ocupados alrededor del 90% en labores agrícolas.

## Autoridades

### Municipales
- 2023 - 2026
  - Alcaldesa: María Esther Sarmiento Tarrillo.
- 2019 - 2022
  - Alcalde: José Reyes Fernández Quispe
- 2015 - 2018
  - Alcalde: Osiel Silva Fernández.
- 2011 - 2014
  - Alcalde: Domingo Guzmán Neyra Aranda.
- 2007 - 2010
  - Alcalde: Sixto Coronel Infante.
- 1965
  - Alcalde: Eleuterio Huatangari Ortega

### Policiales
- Comisario:   ALFZ PNP Marco Paúl PEREZ ODAR

### Religiosas
- Vicariato Apostólico de Jaén[2]
  - Vicario apostólico: Mons. Gilberto Alfredo Vizcarra Mori, S.J.

Parroquia Inmaculada concepción con sede principal en el centro poblado de Huarandoza.
fue atendida por las hermanas Mercedarias misioneras de Berriz hasta el  2014
en la actualidad es atendida por los padres Salvatorianos en el Perú. ubicados en la parroquia con Sede central en el Centro Poblado de Huarandoza.

## Festividades
- 31 de julio: San Ignacio

Festividad a San Antonio de Padua 13 de junio, festividad religiosa